# Jenny Delsaux
Pour les articles homonymes, voir Delsaux.
Jenny Delsaux, de son nom complet Jenny Anne Julie Delsaux, née Förster le 11 juin 1896 à Hagenthal-le-Bas et morte le 23 avril 1977 dans le 14e arrondissement de Paris, est une bibliothécaire française ayant travaillé notamment à la Sorbonne. De 1945 à 1950, elle a été chargée par la Commission de récupération artistique (CRA) de superviser la restitution des livres que le régime nazi a spoliés en France durant l’Occupation.
Elle est, par alliance, la grand-tante de l'écrivain Aurélien Delsaux.

## Biographie

### Origines et formation
Née le 11 juin 1896 à Hagenthal-le-Bas dans l’actuel département du Haut-Rhin, alors en Alsace-Lorraine allemande, Jenny Anne Julie Förster est la fille de Frédéric Charles Förster et Marie Julie Barbe Wolff. La famille s'installe à Phalsbourg la même année puis à Wissembourg en 1903. À la fin de ses études secondaires, la jeune femme rejoint Strasbourg pour intégrer le 1er mai 1912 l'école des bibliothécaires mise en place par la Bibliothèque nationale et universitaire de Strasbourg (en allemand : Kaiserliche Universitäts- und Landesbibliothek). La formation et le diplôme sont ouverts pour la première fois aux femmes. Jenny Förster effectue un stage auprès de cette bibliothèque à la fin de son cursus en 1913 puis poursuit ses études à l'université de Strasbourg et au lycée Fustel-de-Coulanges au cours de la Première Guerre mondiale.
Après avoir préparé l’examen d’État (en allemand : Staatsexamen (de), équivalent de l'agrégation), elle se réoriente vers une licence d’enseignement d’allemand dans le système académique français mis en place à l’université de Strasbourg après le rattachement de l'Alsace-Lorraine à la France en 1919. Diplômée en 1920, elle effectue un stage à la bibliothèque de la Sorbonne et obtient en 1921 le certificat d’aptitude aux fonctions de bibliothécaire (CAFB). D’abord nommée à la bibliothèque universitaire de Nancy, elle travaille ensuite à celle de Lille en 1923 où elle passe un diplôme d’études russes.
Affectée à la bibliothèque de la Sorbonne au sein de l'université de Paris en 1926, elle évolue aux côtés de Paule Salvan, Marguerite Dreyfus-Drevet et de Louis Barrau-Dihigo. Elle introduit en France un modèle de catalogue de bibliothèque par fiches élaboré sur celui du « Sachkatalog (de) » utilisé par les bibliothèques allemandes pour faciliter la recherche des livres qu’elles conservent. Faisant autorité dans le domaine, Jenny Förster, désormais épouse de Jean Paul Delsaux, participe à la rédaction d’un ouvrage publié en 1939 et intitulé Instructions établies pour le catalogue alphabétique de matières : cette méthode d'organisation des catalogues tient compte du contenu des documents et les sujets qu'ils abordent en les classant par ordre alphabétique à l'instar d'un dictionnaire.

### Traitement des spoliations nazies
Poursuivant ses missions à la bibliothèque de la Sorbonne durant la Seconde Guerre mondiale, elle intègre le 1er juin 1945 la sous-commission des livres nouvellement établie au sein de la Commission de récupération artistique (CRA). Créé à la Libération par le gouvernement provisoire de la République française, cet organisme situé à Paris est chargé de traiter les biens culturels pillés par le régime nazi durant l’Occupation et retrouvés à travers le continent européen. La participation de Jenny Delsaux à ce projet de restitutions des livres spoliés se fait à la demande d’André Masson, inspecteur général des bibliothèques. Elle se voit chargée d’organiser les activités de la sous-commission : retrouver les dépôts des collections pillées, les faire acheminer jusqu’à Paris, les classer puis identifier les propriétaires victimes de spoliations pour leur restituer leurs biens. L’objectif initial est d’inventorier les 300 000 livres retrouvés à Paris que les autorités allemandes ont abandonné à la libération de la ville en 1944. À ces ouvrages, s’ajoutent de nombreux livres revenant d’Allemagne occupée par les Alliés. Pour mener à bien le tri et les restitutions, Jenny Delsaux est secondée par trois bibliothécaires ou archivistes-paléographes, trois dactylographes, quatre magasiniers et de nombreux « trieurs », jusqu'à cinquante personnes.

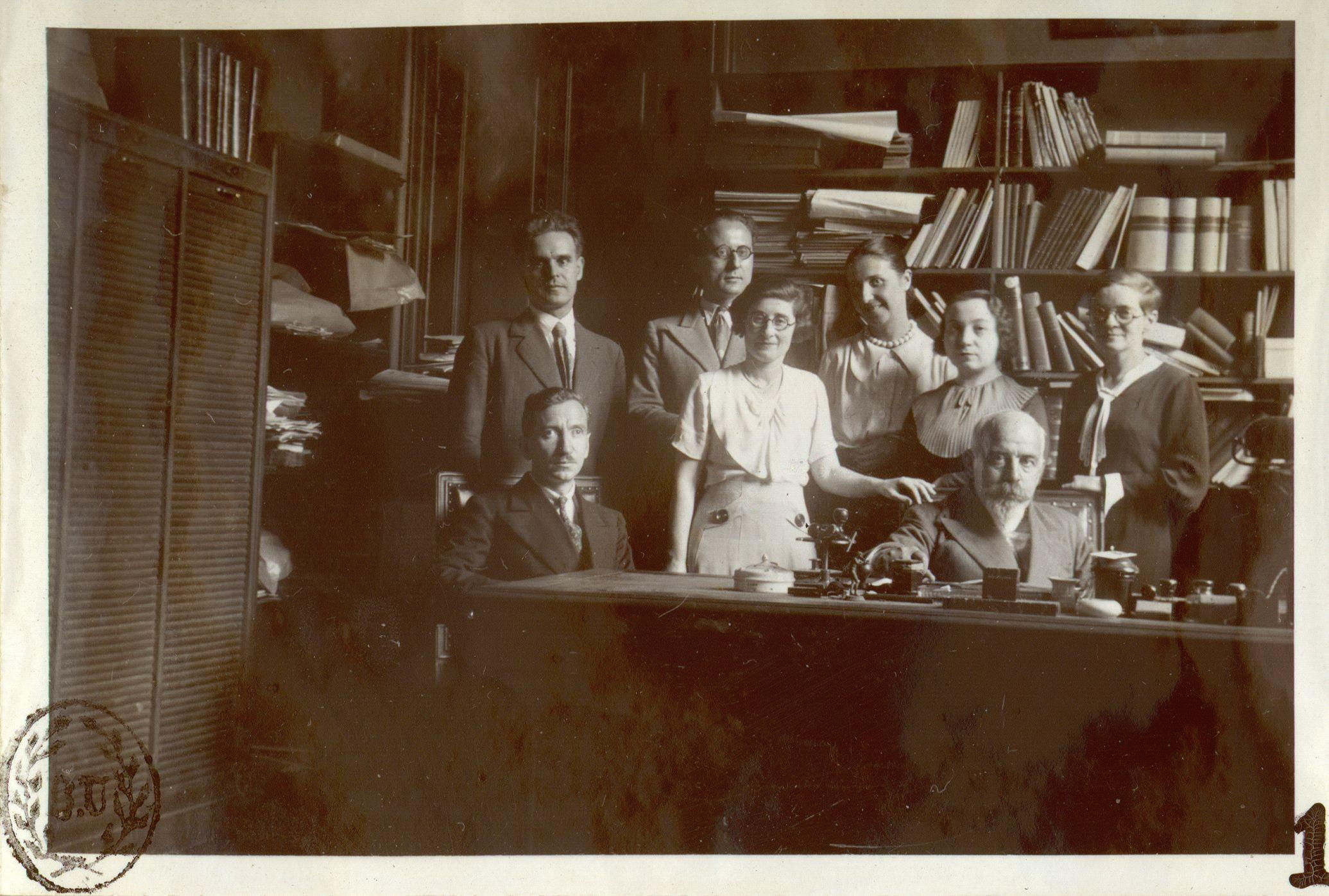
Les bibliothécaires de la Sorbonne en 1936 : Jenny Delsaux se situe à droite, à côté de Charles Beaulieux.

À partir d’avril 1946, elle cumule la responsabilité des restitutions avec la direction de la Bibliothèque de documentation internationale contemporaine (BDIC) à Nanterre. En 1947, l’équipe de Jenny Delsaux rédige en six semaines un volume du Répertoire des biens spoliés en France durant la guerre de 1939-1945 établi d’après les déclarations des victimes de spoliations. Le 9 février 1948, elle donne une conférence devant l’Association des bibliothécaires français (ABF) à l’École nationale des Chartes afin de présenter les réalisations de la sous-commission ainsi que quelques livres, manuscrits et autographes récupérés : certains documents rares sont dévoilés au public lors d’une exposition organisée par la CRA à la Bibliothèque nationale à Paris en avril 1949. Dans ses activités, la bibliothécaire se rend parfois elle-même en Allemagne comme en 1950 afin de retrouver les fonds de la bibliothèque d'État de Bavière à Munich évacués vers des dépôts à l’extérieur de la ville durant la guerre : l’accès à ces dépôts contenant des livres spoliés en France est rendu difficile par les autorités de la zone d'occupation américaine en Allemagne présentes en Bavière depuis 1945 et souhaitant s’approprier ce butin de guerre allemand.
Alors que près d’1,1 million d’ouvrages spoliés en France a été retrouvé en Allemagne et dans le reste de l’Europe, les activités de la sous-commission des livres se font avec un personnel et un budget réduit malgré la quantité à traiter : les autorités françaises souhaitent à plusieurs reprises de mettre fin aux opérations dont le coût et la durée sont jugés trop importants. La suppression de la CRA est entérinée par décret en 1949. La sous-commission des livres passe alors sous la tutelle de l’Office des biens et intérêts privés (OBIP) pour traiter les affaires courantes durant l’année 1950. Avant de quitter ses fonctions, Jenny Delsaux comptabilise le nombre de convois de livres récupérés : 773 100 documents sont ainsi revenus d’Allemagne dans 5 254 caisses, et 380 960 ouvrages ont été restitués à leurs propriétaires dépossédés ou leurs ayants droit, à savoir 2 312 personnes et 412 associations et institutions publiques. Les livres dont les propriétaires n’ont pas été retrouvés sont quant à eux attribués à la direction des bibliothèques du ministère de l’Éducation nationale qui les dépose auprès de bibliothèques et d’universités à travers la France.

### Dernières années
À la suite des opérations de restitutions et avec l’appui de Julien Cain, Jenny Delsaux est promue conservatrice en chef et réintègre la BDIC en 1952. Par l’intermédiaire de Pierre Lelièvre, elle se voit ensuite confier l’organisation du « service de multigraphie » de l’université de Paris : créé en 1953, ce service est chargé de reprendre l’ensemble des fiches de catalogues des bibliothèques parisiennes.
Se désignant elle-même avec humour comme étant « le pape des fiches », Jenny Delsaux participe à l’élaboration de la norme Catalogue alphabétique de matières publiée par l’Association française de normalisation (AFNOR) en 1957 et destinée à l’indexation analytique par matière des livres : il s'agit de la norme Z 44-070. Pour mettre en application celle-ci à la Sorbonne, elle produit avec Marguerite Dreyfus-Drevet un manuel intitulé Suggestions pratiques pour la rédaction du catalogue alphabétique de matières. Son expertise dans le domaine est sollicitée dans la rédaction l’ouvrage Bibliothèques : traitement, catalogage et conservation des livres et des documents sous la supervision de Paule Salvan.
Dans un témoignage qu’elle édite elle-même en 1976, Jenny Delsaux relate ses activités au sein de la sous-commission des livres. Domiciliée au no 15 rue Daubenton dans le 5e arrondissement de Paris, elle décède à l'adresse de l'hôpital Cochin le 23 avril 1977,.

## Décorations
- Officier d’académie (1931)[23]
- Chevalier de la Légion d'honneur (1950)[24]

### Fonds d'archives
- « Foerster Julie, épouse Delsaux » (1977). Fonds : Actes de décès; Cote : 14D 620. Archives de Paris (présentation en ligne, lire en ligne).